# Giovanni Bianchetti (organaro)
Giovanni Bianchetti (1867 – Brescia, 31 marzo 1919) è stato un organaro italiano.
Entrò sin da giovane alle dipendenze di Giovanni Tonoli, alla cui morte nel 1889, si unì a Vittorio Facchetti e a Angelo Ghidinelli, fondando la "Fabbrica d'organi Bianchetti, Ghidinelli e Facchetti". Nel 1866 Ghidinelli uscì dalla società e Bianchetti proseguì sino al 1906, quando operò da solo.
Morì nel 1919.

## Organi costruiti (elenco parziale)
- Parrocchia di Lavenone, 1891

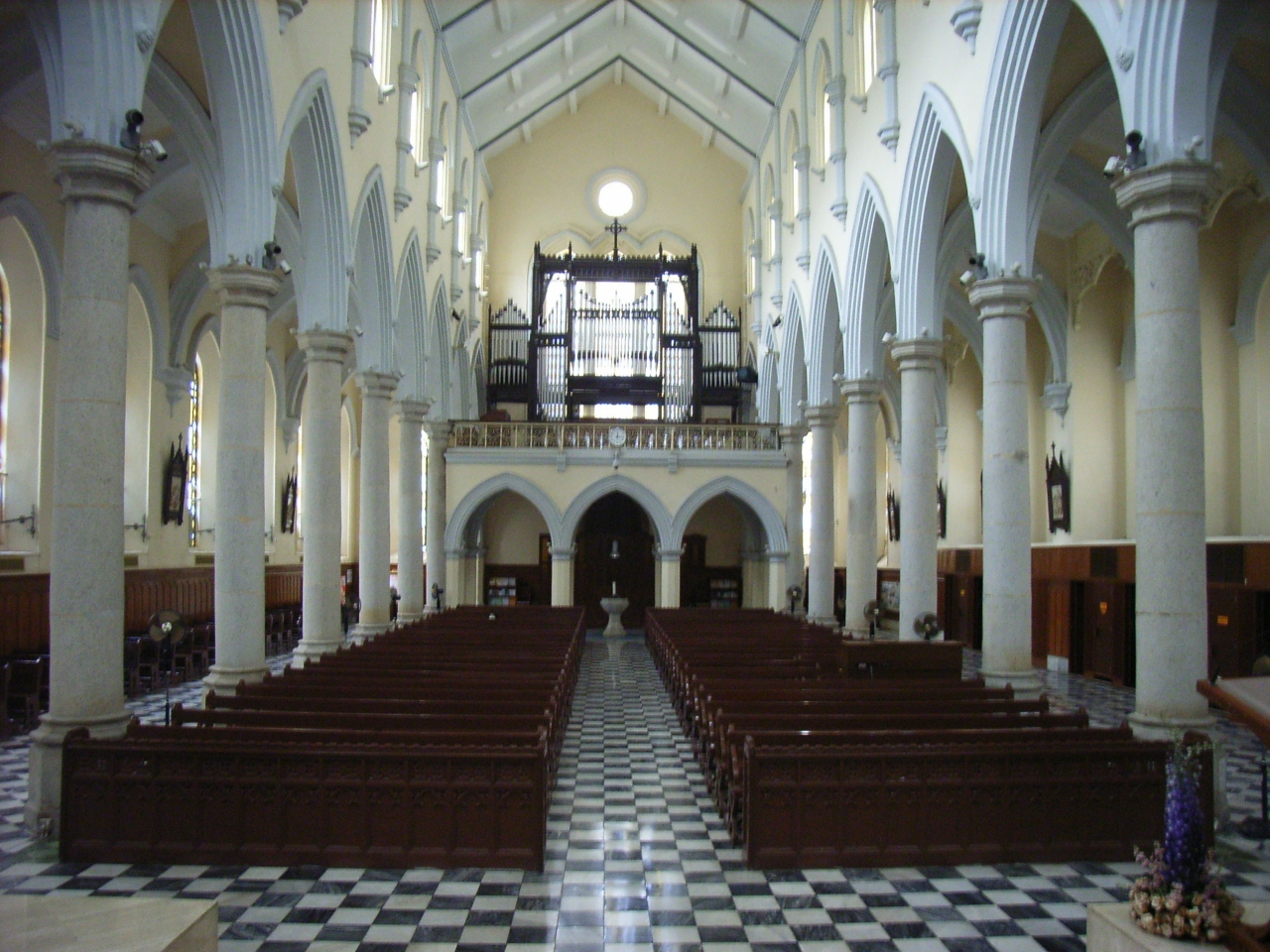
Interno della Cattedrale dell'Immacolata Concezione (Hong Kong)

- Parrocchia di Volta Mantovana, 1892
- Parrocchia di Gardone Riviera, 1894
- Cattedrale dell'Immacolata Concezione di Hong Kong, 1895
- Parrocchia di Castenedolo, 1895
- Parrocchia di Treviso Bresciano, 1898
- Parrocchia di Sonico
- Parrocchia di Rovato, 1898
- Parrocchia di Agnosine, 1899
- Parrocchia di Coccaglio
- Parrocchia di Bagolino
- Parrocchia di Breno, 1903
- Parrocchia di Caino, 1904
- Santuario di Santa Maria del Castello a Carpenedolo
- Parrocchia di Guidizzolo
- Chiesa di Santa Maria in Calchera a Brescia
- Chiesa S.Antonino martire in Concesio Pieve (1908)